# 店頭プロモーション
店頭プロモーション（てんとうプロモーション、英：in-store promotion）とは、メーカーが生産した製品を消費者に知ってもらい、購入につなげるための販売促進活動のことである。
また、小売店が自店の売り上げを拡大する目的で行うセールスプロモーション （インストアマーチャンダイジング）を意味する場合もある。

## メーカーが小売店に対して行う店頭プロモーション
メーカーが行う店頭プロモーションは、値引きを主とするプロモーションと値引き以外のプロモーションに大別することができる。値引きを主としたプロモーションの手法として、特売大量陳列やバンドル値引き販売が挙げられる。
値引き以外の手法として、POP広告の設置、販売員の育成、インストアイベントの開催、試食販売、各種懸賞キャンペーンなどがある。

## インストアマーチャンダイジングとしての店頭プロモーション
小売店頭の商品構成と陳列を最適化することにより顧客満足度を高め、販売効率を極大化するための活動を意味する。
インストアマーチャンダイジングの基本技術は品揃えと陳列である。
品揃えは売れ筋と死に筋商品の峻別の問題であり、POSデータの活用が必須の条件となる。陳列はどこに何を並べるのかの問題である。プラノグラム（棚割りシステム）を使用した高度な解析により、その棚の収益を最大化することも可能である。